# ادسون (بازیکن فوتبال، زاده ۱۹۹۱)
ادسون (انگلیسی: Edson؛ زادهٔ ۱ ژوئیهٔ ۱۹۹۱ ‏(۳۳ سال)) بازیکن فوتبال اهل برزیل است.
از باشگاه‌هایی که در آن بازی کرده‌است می‌توان به باشگاه فوتبال فلومیننزه و باشگاه فوتبال گرمیو اشاره کرد.